# Maorština
Maorština (maorsky: te reo Māori) je jazyk Maorů žijících na Novém Zélandu (Aotearoa v maorštině). Patří mezi polynéské jazyky. V roce 1987 se maorština stala jedním z oficiálních jazyků na Novém Zélandu. Maorština se dostala do úpadku především po roce 1945, ale posledních několik let dochází k její obnově.
Zpráva o národním sčítání lidu z roku 2013 udává, že maorsky se bylo schopno domluvit 149 000 lidí, což v té době bylo 3,7 procenta obyvatelstva. V roce 2015 se 55 procent Maorů přihlásilo k alespoň základní znalosti maorštiny, a z těch pouze 64 procent ji doma používalo jako hlavní jazyk.
Původní maorština neměla psanou podobu a až po roce 1814 se začala používat latinka. V roce 1820 vytvořil Samuel Lee spolu s náčelníkem Hongi Hika systém psaní v maorštině, který se úspěšně ujal a až doposud se v podstatě nezměnil.
Odvozený anglický a český název tohoto jazyka pochází z maorštiny samotné a píše se Māori. Na Novém Zélandu se maorštině často říká jen te reo, neboli „ten jazyk“, což je zkrácená verze te reo Māori.

## Oficiální status
Nový Zéland uznává tři jazyky jako své oficiální: angličtinu, maorštinu a novozélandský znakový jazyk. Maorština se stala oficiálním jazykem v roce 1987. Většina vládních budov má bilingvní názvy v angličtině i maorštině. Bilingvní názvy se objevují také například v knihovnách.

## Lingvistická klasifikace
Komparativní lingvistika označuje maorštinu za polynéský jazyk, konkrétně pak za východní polynéský jazyk spadající do podskupiny tahitských jazyků. Do této podskupiny se dále řadí maorština z Cookových ostrovů a tahitština z ostrova Tahiti a Společenských ostrovů. Maorština je příbuzná dalším jazykům ze skupiny východních polynéských jazyků.

## Příklady

### Číslovky
| Maorsky         | Česky |
| tahi            | jeden |
| rua             | dva   |
| toru            | tři   |
| whā             | čtyři |
| rima            | pět   |
| ono             | šest  |
| whitu           | sedm  |
| waru            | osm   |
| iwa             | devět |
| tekau / ngahuru | deset |

## Vzorový text
Otčenáš (modlitba Páně):
E to matou Matua i te rangi,
Kia tapu tou ingoa.
Kia tae mai tou rangatiratanga.
Kia meatia tau e pai ai ki runga ki te
whenua, kia rite ano ki to te rangi.
Homai ki a matou aianei he
taro ma matou mo tenei ra.
Murua o matou hara,
me matou hoki e muru nei i o
te hunga e hara ana ki a matou.
Aua hoki matou e kawea
kia whakawaia; engari
whakaorangia matou i te kino.

### Všeobecná deklarace lidských práv
| maorsky | Ko te katoa o nga tangata i te whanaungatanga mai e watea ana i nga here katoa; e tauriterite ana hoki nga mana me nga tika. E whakawhiwhia ana hoki ki a ratou te ngakau whai whakaaro me te hinengaro mohio ki te tika me te he, a e tika ana kia meinga te mahi a tetahi ki tetahi me ma roto atu i te wairua o te noho tahi, ano he teina he tuakana i ringa i te whakaaro kotahi. |
| česky   | Všichni lidé se rodí svobodní a sobě rovní co do důstojnosti a práv. Jsou nadáni rozumem a svědomím a mají spolu jednat v duchu bratrství. |